# Brasura multispinosa
Brasura multispinosa är en insektsart som beskrevs av Nielson 1991. Brasura multispinosa ingår i släktet Brasura och familjen dvärgstritar. Inga underarter finns listade i Catalogue of Life.